# Mystus pulcher
Mystus pulcher es una especie de peces de la familia Bagridae en el orden de los Siluriformes.

## Morfología
• Los machos pueden llegar alcanzar los 6,7 cm de longitud total.

## Distribución geográfica
Se encuentra en Birmania y Tailandia.